# Annie Broadbent
Annie Broadbent (Halifax, Regne Unit, 9 de juny de 1908 - gener de 1996) va ser una gimnasta artística britànica que va competir durant la dècada de 1920.
El 1928 va prendre part en els Jocs Olímpics d'Amsterdam, on guanyà la medalla de bronze en el concurs complet per equips del programa de gimnàstica.